# 455

## Evenimente
- 9 iulie: Avitus devine împărat al Imperiului Roman de Apus, la Arles.

## Decese
- 16 martie: Valentinian al III-lea, împărat al Imperiului Roman de Apus (n. 419)
- 22 aprilie: Petronius Maximus, împărat roman al Imperiului Roman de Apus (n.c. 396)